# Leonid Ovsiannikov
Pour les articles homonymes, voir Ovsiannikov.
Leonid Fiodorovitch Ovsiannikov (en russe : Леонид Фёдорович Овсянников) né en 1880, à Iourino, dans le gouvernement de Nijni Novgorod, et mort en 1970, est un artiste-plasticien et pédagogue russe et soviétique. Il a été professeur à l'Institut de peinture, de sculpture et d'architecture Ilia Répine, artiste émérite de la République socialiste fédérative soviétique de Russie et membre de l'Union des artistes de Leningrad (ru).

## Biographie
Leonid Ovsiannikov est né le 5 mai 1880 (17 mai dans le calendrier grégorien) dans le village de Iourino, dans le gouvernement de Nijni Novgorod, dans la famille d'un instituteur rural. Il termine en 1900 l'école d'art de Kazan, et en 1909 l'école supérieure de l'Académie impériale des beaux-arts dans l'atelier (ru) de Vassili Mate. Il reste ensuite à Saint-Pétersbourg. Il utilise les techniques de l'eau-forte, de la lithographie et de la linogravure, à plusieurs couleurs.
Il est membre et exposant de la Société des artistes Koundji. Il devient membre en 1932 de l'Union des artistes de Leningrad (ru). Il participe aux grandes expositions des années 1920 et 1930 en URSS et à l'étranger. Il enseigne à l'Institut d'architecture de Kiev de 1918 à 1922, puis à École d'art Tavritcheskaïa (en) et à l'Institut de peinture, de sculpture et d'architecture Ilia Répine de 1938 à 1960.
Il est à Leningrad pendant la Seconde Guerre mondiale et le blocus de la ville. Il réalise alors avec d'autres artistes, sur instruction des autorités, du matériel et des affiches de propagande. En février 1942, il est évacué à Samarcande, où il continue à enseigner et à peindre. À son retour en 1944, il devient professeur à la chaire de dessin de l'Institut Ilia Répine.
Il fait des expositions personnelles à Lenigrad en 1941 et en 1945.
Parmi ses œuvres, peuvent être mentionnées les eaux-fortes Portrait de V. Lenine («Портрет В. Ленина» - 1926), S. Kirov à la tribune («С. Киров на трибуне» - 1935), conservées au Musée russe, Petchersk («Печерск» - 1949), Paysage avec lune («Пейзаж с луной» - 1950), Troupeau au Kolkhose «Колхозное стадо» - 1959), Paysage («Пейзаж» - 1959), Enfants sur la plage («Дети на пляже» - 1963), «На берегу Лейлупе - 1964), Bouleaux («Берёзки» - 1967) et d'autres.
Il est l'auteur de manuels d'enseignement, Gravure sur carton («Гравирование на картоне», 1952, sur la gravure sur carton) et Enseignement des techniques de l'eau-forte appliqués au programmes de 1re et de 2e année des beaux-arts («Изучение техники офорта применительно к программе первого и второго художественных курсов», 1953, sur l'eau-forte). Il a également écrit des souvenirs de ses rencontres avec Ilia Répine, publiés dans le recueil Artistes de Leningrad («Художники Ленинграда») en 1959,. Il est décoré du titre honorifique d'artiste émérite de la République socialiste fédérative soviétique de Russie.
Il meurt le 30 mars 1970, à Leningrad à presque 90 ans.
Ses œuvres sont conservées au Musée russe, à la Galerie Tretiakov et dans d'autres musées et collections privées en Russie et à l'étranger.